# Hoplopholcus cecconii
Hoplopholcus cecconii är en spindelart som beskrevs av Kulczynski 1908. Hoplopholcus cecconii ingår i släktet Hoplopholcus och familjen dallerspindlar. Inga underarter finns listade i Catalogue of Life.